# Robert Robinson
Sir Robert Robinson OM, PRS, FRSE (13. září 1886 Derbyshire, Anglie – 8. února 1975 Great Missenden, Buckinghamshire, Anglie) byl anglický organický chemik, který v roce 1947 získal Nobelovu cenu za chemii za výzkum antokyanů a alkaloidů.

## Biografie
Studoval na Manchesterské univerzitě. V roce 1912 se stal profesorem čisté a aplikované organické chemie na Univerzitě v Sydney. Od roku 1930 byl profesorem chemie na Oxfordské univerzitě. Je po něm pojmenována laboratoř Liverpoolské univerzity (laboratoř Roberta Robinsona).